# 阿萨姆协议

阿薩姆運動的標誌

阿萨姆协议（英語：Assam Accord）為1985年印度政府與阿薩姆運動領導人簽署的諒解備忘錄，在時任印度總理拉吉夫·甘地見證下於8月15日在新德里簽訂。1979年起阿薩姆當地人在全阿薩姆學生聯盟（AASU）發起阿薩姆運動，擔憂大批非法移入阿薩姆的孟加拉人會危及其政治、文化、語言與土地權益，要求政府將非法移入阿薩姆的孟加拉人移出選民名冊並驅逐出境，抗爭以阿萨姆协议的簽訂告終。

## 內容
阿萨姆协议中，阿薩姆運動領導人同意接受1966年1月1日前即抵達阿薩姆的非法移民；1966年1月1日至1971年3月24日抵達者則需向各地政府登記，並自選民名冊中移除；1971年3月25日後抵達者（多為孟加拉國解放戰爭與1971年孟加拉國種族滅絕之難民）除自選民名冊移除外，還將被驅逐出境。另外印度政府理解阿薩姆人對其政治、社會、經濟與文化地位的擔憂，並承諾加固與孟加拉的邊界與邊防措施，且撤回對阿薩姆運動領導人與參與者的檢控、對喪生者家屬給予經濟補償、以及在阿薩姆邦內開設煉油廠、造紙廠與學校。
阿萨姆协议簽訂後為期6年的動亂告終，許多阿薩姆運動的領導人組成政黨參政，但仍有些議題未獲解決，包括非法移民難以辨識、剝奪投票權引發批評，並引致種族與宗教歧視，1997年阿薩姆邦政府將選民名冊中的許多名字標註"d"，意指「公民權有爭議」（disputed citizenship），試圖禁止其投票，後來邦高等法院裁定此舉證據不足，包括公民與移民在內的所有居民皆得以在之後的選舉投票，有阿薩姆運動的參與者表示政府未能有效執行阿萨姆协议。

## 簽署方
- 阿薩姆運動代表：全阿薩姆學生聯盟主席普拉富拉·庫馬爾·馬漢塔（英语：Prafulla Kumar Mahanta）、全阿薩姆學生聯盟書記布里古·普坎（英语：Bhrigu Phukan）、全阿薩姆邦學生會書記比拉伊·庫馬爾·薩爾馬（英语：Biraj Kumar Sarma）
- 印度政府代表：印度內政部秘書（英语：Home Secretary (India)）拉姆·D·普拉丹（英语：R. D. Pradhan）、阿薩姆邦政府（英语：Government of Assam）總秘書P. P. 提维迪（P. P. Trivedi）
- 見證人：印度總理拉吉夫·甘地